# Nesphostylis junodii
Nesphostylis junodii là một loài thực vật có hoa trong họ Đậu. Loài này được (Harms) Munyeny. & F.A.Bisby miêu tả khoa học đầu tiên.